# Eclissi solare del 17 febbraio 2026
L'eclissi solare del 17 febbraio 2026 è un evento astronomico che avrà luogo il suddetto giorno attorno alle ore 12.13 UTC.